# Ghedi
Ghedi is een gemeente in de Italiaanse provincie Brescia (regio Lombardije) en telt 16.785 inwoners (31-12-2004). De oppervlakte bedraagt 60,8 km², de bevolkingsdichtheid is 257 inwoners per km².
De volgende frazioni maken deel uit van de gemeente: Belvedere, Ponterosso.

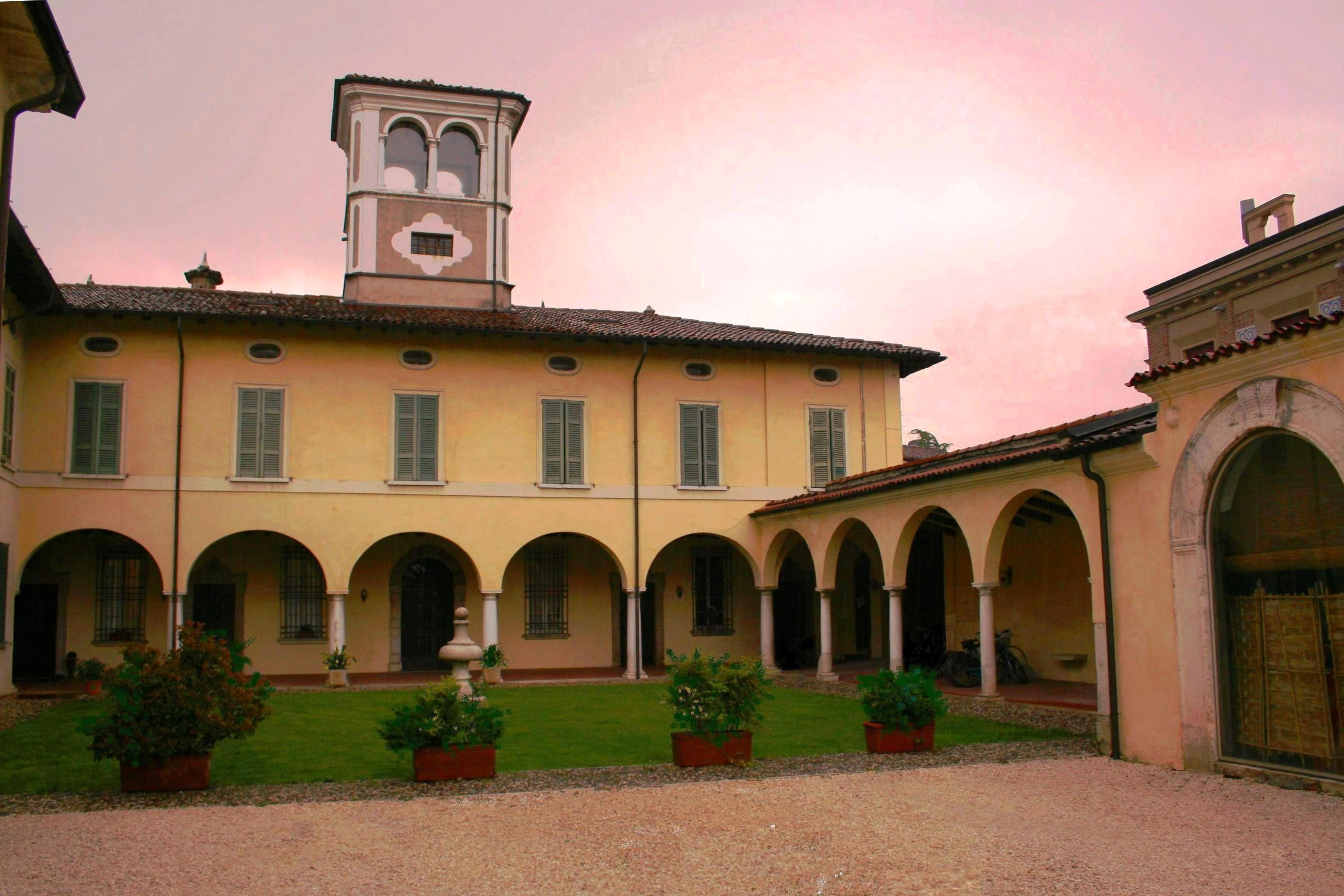
Palazzo Mondella
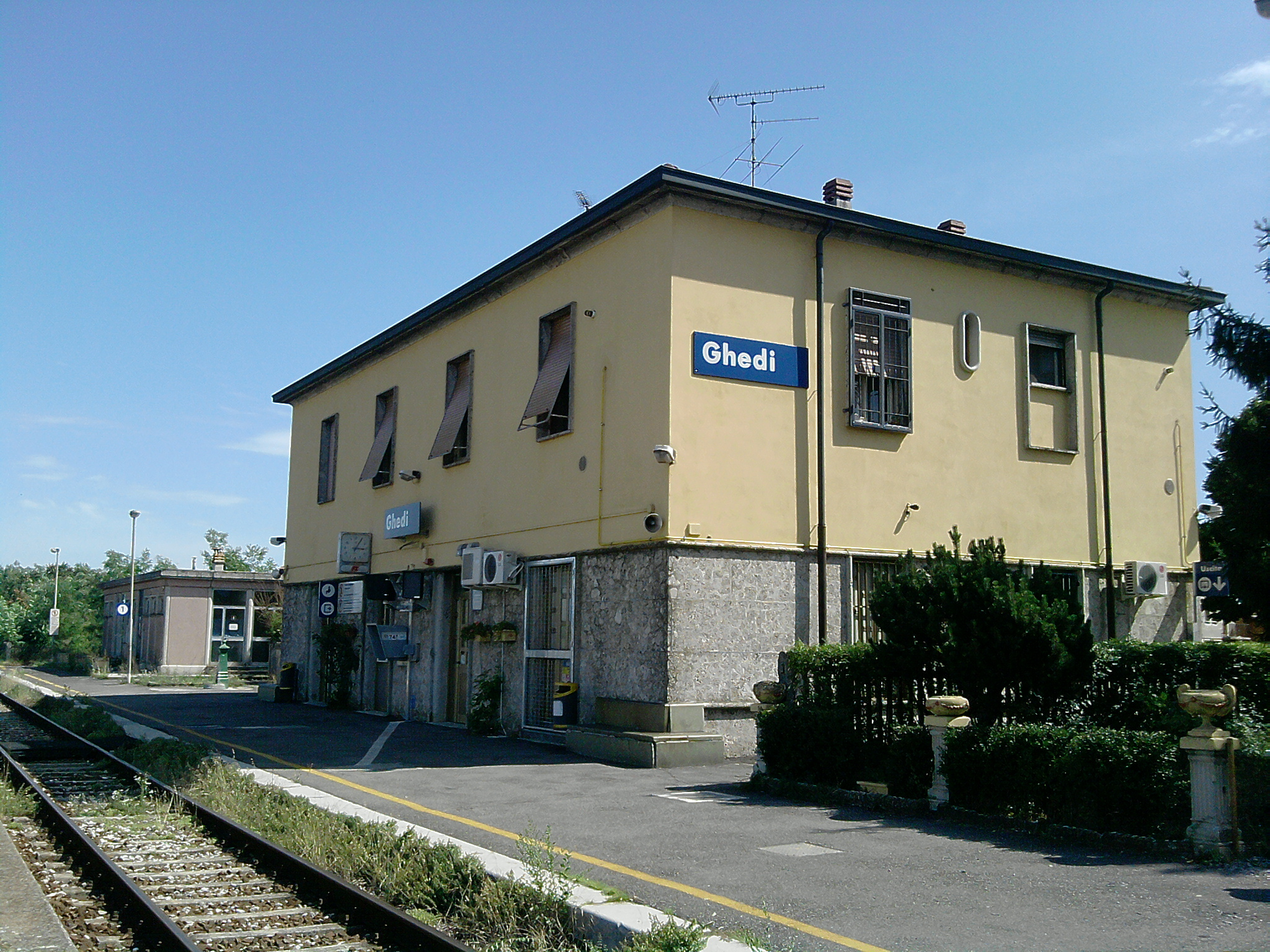
Station van Ghedi
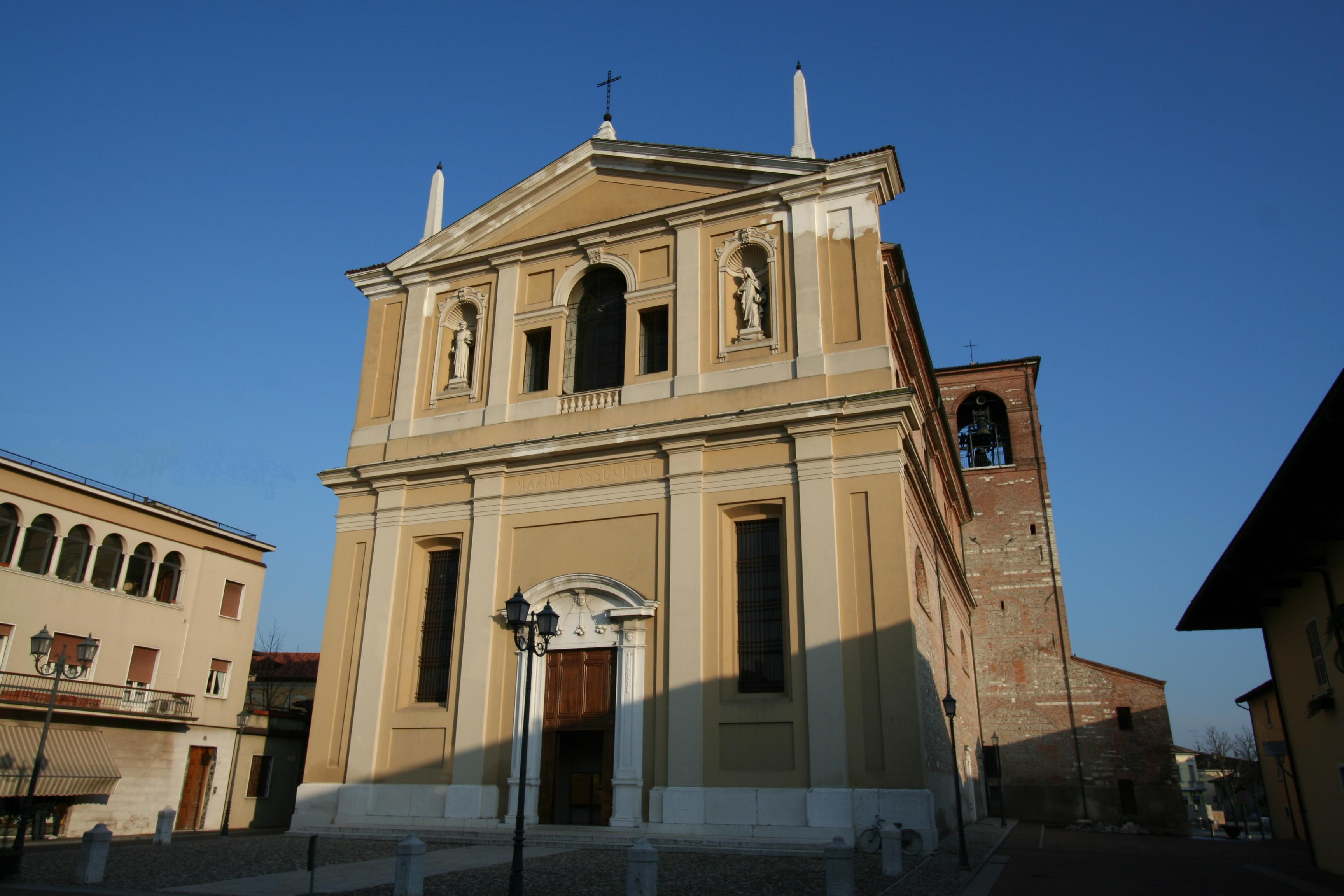
Parochiekerk (17e eeuw)

## Demografie
Ghedi telt ongeveer 6323 huishoudens. Het aantal inwoners steeg in de periode 1991-2001 met 10,1% volgens cijfers uit de tienjaarlijkse volkstellingen van ISTAT.
| Jaar | Inwoneraantal |
| ---- | ------------- |
| 1991 | 14.194        |
| 2001 | 15.627        |

## Geografie
De gemeente ligt op ongeveer 85 m boven zeeniveau.
Ghedi grenst aan de volgende gemeenten: Bagnolo Mella, Borgosatollo, Calvisano, Castenedolo, Gottolengo, Isorella, Leno, Montichiari, Montirone.